# Fabien Delobelle
Fabien Delobelle, né le 1er mai 1985, est un archer français.
Il est médaillé de bronze par équipes en arc à poulies avec Sébastien Peineau et Jean-Philippe Boulch aux Championnats du monde en salle 2016.